# Werbepsychologie
Die Werbepsychologie untersucht als Teilgebiet der Angewandten Psychologie die Wirkungen von Werbung auf das Erleben und Verhalten des (potenziellen) Käufers (Nachfragers). Dazu gehören z. B. Wirkungen auf die Kaufmotive und auf Kaufentscheidungsprozesse.
Als Teilbereich der Wirtschaftspsychologie (im Konkreten der Marktpsychologie) dient sie damit der Effizienzsteigerung der Werbung.

## Über Werbung im Allgemeinen
Werbung ist allgegenwärtig und hat den Zweck, Meinungen über ein bestimmtes Produkt zu beeinflussen und gegebenenfalls den Wunsch nach diesem Produkt zu steigern. Ständig wird neue Werbung gemacht, da die alte Werbung an Wirkung verliert, wenn sie zu lange im Umlauf ist. Die Werbung soll dem Kunden neue Produkte näher bringen und an alte Produkte erinnern. Das funktioniert aber nur eine gewisse Zeit lang, da das menschliche Gehirn Abwechslung benötigt. Sobald es diese nicht mehr hat, verliert es schnell das Interesse an Gleichbleibendem. Die Werbung hat auch eine eigene Sprache, die den Konsumenten unbewusst anspricht, ohne dass es der Angesprochene immer direkt wahrnimmt. Wenn man dann das Produkt in einem Laden sieht, erinnert man sich nicht immer direkt an die Werbung, sondern nur an die Schlüsselreize, mit denen uns die Werbung angesprochen hat. Psychologische Grundlage dieses Effekts ist die Klassische Konditionierung.
Aber auch die Werbung darf nicht alles. Um zu gewährleisten, dass sich die Werbung an gewisse Normen hält, gibt es das Gesetz gegen den unlauteren Wettbewerb, kurz: UWG. Das Wettbewerbsrecht regelt, welche Aussagen und Maßnahmen in der Werbung legitim sind. Danach verstößt eine Werbung gegen das Wettbewerbsrecht, wenn sie geeignet ist:
1. „Die Entscheidungsfreiheit der Kunden durch Ausübung von Druck, in menschenverachtender Weise oder durch sonstigen unangemessenen Einfluss zu beeinträchtigen.“
2. „Wenn sie bei Preisnachlässen, Zugaben oder Geschenken die Bedingungen für ihre Inanspruchnahme nicht klar und eindeutig angibt oder bei Gewinnspielen die Teilnahmebedingungen nicht deutlich sind oder die Teilnahme an den Erwerb einer Ware geknüpft ist.“
3. „Wenn sie irreführend ist.“
4. „Wenn sie die geschäftliche Unerfahrenheit (Kinder, Jugendliche), die Leichtgläubigkeit, die Angst oder die Zwangslage von Verbrauchern ausnutzt wenn der Werbecharakter verschleiert ist (Native Advertising).“
5. „Wenn sie Waren, Leistungen und geschäftliche Verhältnisse eines Mitbewerbers verunglimpft.“
6. „Wenn sie in unlauterer Weise auf die Waren und Leistungen von Mitbewerbern Bezug nimmt.“
7. „Wenn sie mit einer Belästigung des Kunden verbunden ist, SPAM-Mails, Fax, Anrufe“
8. „Weiter ist in der Werbung zu beachten, ob sie Persönlichkeitsrechte von Personen verletzt oder ob sie fremde Marken- oder Urheberrechte verletzt.“

## Das HOBA-Experiment
In diesem Experiment wurde den Versuchspersonen ein Produkt namens HOBA-Seife vorgeführt. Während die Werbelaufschrift lief, wurden immer wieder Dias von vollbusigen Frauen und schönen Landschaften eingeblendet. Als die Versuchspersonen über das Produkt gefragt wurden, assoziierten sie die Reize auf den Hintergrundbildern mit dem Phantasieprodukt.
Man nennt das „emotionales Aufladen von Produkten“. Man muss ein Produkt nur mit so genannten „Schlüsselreizen“ wiederholt vor einem Menschen abspielen, der auf diese Reize positiv reagiert, und das positive Gefühl der Reize wird automatisch auf das angepriesene Produkt übertragen. Die Emotionalisierung eines Produkts hat zur Folge, dass der meist fiktive Zusatznutzen in den Vordergrund gestellt wird und den Konsumenten anspricht. Die Produkte werden mit Emotionen verknüpft, auf die die Zielgruppe besonders anspricht, z. B. werden junge Mütter von Werbespots mit Kleinkindern besonders angesprochen, da der Zusatznutzen (das warme Gefühl, das von Babys aufgrund des Kindchenschemas ausgelöst wird) auf das Produkt übertragen wird. Weitere Beispiele sind das „sportliche“ Auto, die „Erotik“ des Rauchens oder das „erfrischende Gefühl“ eines Rasierers.
In der Zahnpastawerbung bekommt ein durchschnittlicher Mann eine überdurchschnittlich gut aussehende Frau, wegen seines frischen Atems und seiner weißen, blitzenden Zähne. Unbewusst für den Konsumenten erhält die Zahnpasta eine erfolgsversichernde, erotische Zusatzbedeutung.

## Werbemethoden
Die Lenkung der Aufmerksamkeit auf eine Werbung und damit auch deren Wahrnehmung ist nur ein Schritt auf dem Weg zu einer erfolgreichen Werbekampagne. Der nächste Schritt besteht darin, in der Erinnerung des Konsumenten zu bleiben, um einen langfristigen Einfluss auf dessen Kaufverhalten nehmen zu können. Aus der Lernpsychologie und aus der Gedächtnispsychologie gibt es dazu grundlegende Erkenntnisse, auf die der Werbetreibende zurückgreifen kann.

### Wiederholung
Die einfachste Möglichkeit, etwas längerfristig im Gedächtnis festzuhalten, ist die Wiederholung. Ein immer und immer wieder gesehener oder gehörter Werbespot wird sich früher oder später in unser Gedächtnis einbrennen, gleichgültig, ob er gut oder schlecht ist. Diese Strategie der Wiederholung führt zwar zum Erfolg, was die Erinnerung betrifft; der Effekt der Image-Steigerung aber bleibt aus. Da jede Wiederholung einer Werbebotschaft Geld kostet, nutzen Werbende weitere Kenntnisse der Lernpsychologie, um die Zahl der notwendigen Wiederholungen zu reduzieren.
Besonders gut und vor allem schnell lernen wir in Situationen mit starken Emotionen. Dies wird von den Werbetreibenden genutzt, indem sie z. B. durch Humor, erotische Reize, schöne Bilder und einfühlsame Musik positive Emotionen erzeugen. Man findet selten Werbung, die negative Emotionen hervorrufen will. Aber selbst diese Werbung kann effektiv sein, da es nur wichtig ist, präsent in den Erinnerungen der Kunden zu sein. Z. B. schaffte es Benetton anfangs der 1990er Jahre trotz negativ gefärbter Werbung, starke Präsenz bei den Konsumenten zu erlangen.

### Konditionierung
Einige Werbungen setzen auch auf Mechanismen, die eher dem operanten Konditionieren entsprechen. Inhaltlich versprechen solche Werbebotschaften eine Belohnung, wenn wir das beworbene Produkt kaufen und benutzen. Beispiel dafür ist die Parfumwerbung, die uns höhere Attraktivität verspricht, wenn wir den entsprechenden Duft tragen. Oder der Müsliriegel, der uns mit einem höheren Fitnessgefühl belohnt.
Allerdings ist zum Zeitpunkt der Werbung weder das Kaufverhalten noch die Belohnung zwingend real. Das Verhalten, ein Produkt zu erwerben, kann man sich vorstellen und genau planen. Die Belohnung, die das Produkt verspricht, kann ebenfalls in einer Erwartung vorweggenommen werden. Das Einzige, was auf keinen Fall passieren sollte, ist, dass der Kunde beim tatsächlichen Kauf die erwartete Belohnung nicht erhält. In diesem Fall ist er enttäuscht und wird das entsprechende Produkt wohl kein zweites Mal kaufen.

### Lernen am Modell
Immer wieder sind in der Werbung auch bekannte Personen aus dem öffentlichen Leben zu sehen. Häufig haben sie für uns eine Modellfunktion, sind berühmt, beruflich oder sportlich erfolgreich, haben eine hohe Autorität und werden als sympathisch erlebt. Idealerweise kann sich die Zielgruppe der Werbeindustrie gut mit dem Modell identifizieren. Wenn ein berühmter Rennfahrer im Alltag das Auto einer bestimmten Marke bevorzugt, so vermittelt das, dass der Wagen von hoher Qualität sein muss, sonst würde ein Profi wie er sich nicht damit begnügen.
Gleiches gilt für den Tennisstar, der ein bestimmtes Deodorant benutzt, um sich beim schweißtreibenden Training frisch zu fühlen. Wenn das Deo unter solchen harten Bedingungen noch seinen Zweck erfüllt und unser Modell damit zufrieden ist, dann sind wir auch eher bereit, uns für dieses Produkt zu entscheiden.
Verantwortlich für das Funktionieren dieser Strategie ist der fundamentale Attributionsfehler. Anstatt davon auszugehen, dass das Modell das Produkt nur wegen der ihm gebotenen Gage empfiehlt, geht man davon aus, eine persönliche Meinung des Modells zu hören.
Das Werben mit Modellen ist eine sehr erfolgreiche Methode. Allerdings ist sie bei echten Berühmtheiten nicht ganz billig. Manche Werbeagenturen setzen deshalb aus Kostengründen auf das „Modell von nebenan“, ein sympathischer Mitmensch mit hohen Identifikationswerten.

## Techniken der Werbung
In der Werbeindustrie werden unterschiedliche Techniken eingesetzt, die oft weit verbreitet sind. Die gängigsten Beispiele dafür sind:
AIDAS (attention, interest, desire, action, satisfaction)
Um eine erfolgreiche Werbung ausstrahlen zu können, müssen folgende Schritte unternommen werden:
1. Die Aufmerksamkeit des potenziellen Kunden muss gewonnen werden.
2. Das Interesse an dem Produkt muss geweckt werden.
3. Der Kunde sollte einen Kaufwunsch verspüren.
4. Der Kunde sollte „in Aktion“ kommen und das beworbene Produkt auch tatsächlich kaufen.
5. Der Kunde soll in seinem Kauf bestätigt werden und mit seiner Kaufentscheidung glücklich sein. → Nachkauf-Werbung. (z. B. „Vielen Dank, dass Sie unser Produkt gekauft haben.“ bei diversen Produkten)

PPPP (Picture, Promise, Prove, Push)
1. Es sollten bildliche Darstellungen verwendet werden.
2. Aus der Werbung sollte sich ein Versprechen ableiten (z. B. unser Waschmittel entfernt auch den gröbsten Schmutz).
3. Das Versprechen sollte bewiesen werden (Waschmittel entfernt tatsächlich groben Schmutz), z. B. durch bildliche Darstellungen oder auch Güte-Siegel wie Stiftung Warentest.
4. Die Aufforderung zum Handeln/zur Tat sollte gegeben werden („überzeugen Sie sich selbst davon“).

USP (unique selling proposition)
Die Werbemaßnahme sollte sich auf ein einfaches und sehr eingängiges Argument konzentrieren (z. B. das Waschmittel mit aktivem Sauerstoff).

## Wie Werbung Aufmerksamkeit erregt
Die vielen verschiedenen Reize, denen wir jeden Tag ausgesetzt sind, werden durch unsere Aufmerksamkeit gefiltert. Nur wenn etwas von Bedeutung für uns ist oder werden könnte, hat es eine Chance, von uns bewusst wahrgenommen zu werden. Was für die Umworbenen nicht von großem Interesse ist, das wird von ihnen auch nur wenig oder gar nicht wahrgenommen. Das sind Probleme, denen die Werbetreibenden gegenüberstehen. Um Aufmerksamkeit zu erlangen, gibt es in der Werbeindustrie zwei grundlegende Methoden:
- Top-down-Prozess
- Bottom-up-Prozess

### Wenn Wünsche die Aufmerksamkeit lenken (Top-down)
Beim Top-down-Prozess wird die Aufmerksamkeit von unseren Wünschen, Bedürfnissen, Erwartungen und Erfahrungen gelenkt. Wenn wir zum Beispiel bei einem Freund gesehen haben, wie gut die Auflösung eines neuen Fernsehers ist, so entsteht möglicherweise der Wunsch nach einem solchen Gerät, welches unsere bisherigen Erfahrungen mit der Bildqualität deutlich übertrifft. Mit ziemlicher Sicherheit werden wir in Zukunft der Werbung für Fernseher größere Aufmerksamkeit entgegenbringen.

### Sex sells: So funktionieren Eye-Catcher (Bottom-up)
Mit dem Bottom-up-Prozess kann man die Umworbenen auf eine Werbebotschaft aufmerksam machen, indem man sie mit so genannten Eye-Catchern (Blickfängern) konfrontiert. Am häufigsten werden dabei erotische Reize eingesetzt, die zusätzlich eine positive emotionale Stimmung hervorrufen. Andere Eye-Catcher sind z. B. ungewöhnlich gestaltete Bilder, die unsere Erwartungen verletzen.
Neben dem Inhalt der Eye-Catcher lässt sich auch durch Gestaltung die Aufmerksamkeit erreichen: Größe, Bewegung, Intensität, Position, Mehrdeutigkeit und Neuartigkeit sind Mechanismen der Aufmerksamkeitslenkung. Natürlich wird eine größere Anzeige, die vorzugsweise auf den Anfangs- oder Endseiten einer Zeitschrift platziert wird, mehr beachtet werden als eine kleinere Anzeige im Mittelteil. Dabei muss man nur beachten, dass die Werbung auch zum beworbenen Produkt passt.

### Das Pareto-Prinzip in der Werbung
Das Pareto-Prinzip ist eine in der Werbung und im Marketing weit verbreitete Erkenntnis, auch bekannt unter dem Namen „Die 20/80 Regel“. Diese besagt, dass 20 Prozent der Konsumenten für 80 % des Umsatzes verantwortlich sind. Aus diesem Grund ist Werbung häufig genau auf jene 'Heavy Users' ausgerichtet. Diese Zielgruppendefinition ist u. a. auch als „lead users“ oder „opinion leader“ bekannt, da diese Menschen in ihrem Bekanntenkreis eine gewisse Vorbildwirkung haben.

## Involvement (Konsumenten-Einbeziehung)
Darunter versteht man das Ausmaß, in welchem die eigene Person von etwas betroffen bzw. innerlich an etwas beteiligt ist. Für die Werbepsychologie ist das insofern von Bedeutung, da die Involviertheit des Konsumenten Einfluss darauf hat, wie tief er die Information der Werbebotschaft verarbeiten wird.
Geringes Involvement liegt beispielsweise häufig bei Produkten des täglichen Bedarfs vor (Low-Involvement-Produkte). In der Regel wird hier nur wenig Aufwand betrieben, um sich über die Vor- und Nachteile der unterschiedlichen Angebote zu informieren (z. B. Werbung für Nahrungsmittel). Schließlich lässt sich bei einem Fehlgriff der finanzielle Schaden noch gut verkraften. Anders sieht das mit Technik-, Investitions- oder Luxusprodukten aus. Hier ist die innere Beteiligung eines Konsumenten in der Regel sehr hoch, sodass er vor dem Kauf aktiv nach Informationen sucht.

## Kundenbindung und Markentreue
Das Involvement hat nicht nur Einfluss auf die Informationsverarbeitung, sondern auch auf die Markentreue. Aus diesem Grund starten viele Firmen, die Low-Involvement-Produkte herstellen (wie z. B. Nussnougatcremes), Werbestrategien, um die Kundenbindung an ihre Marke zu erhöhen (z. B. durch Prämiensysteme).
In diesen Zusammenhang ist auch das Sport-Sponsoring einzuordnen: Die emotionale Bindung, die man zu einem Sportler oder Verein hat, wird dabei so gut wie möglich auch auf das Produkt übertragen.

## Verkaufstechniken
Wenn sich ein Kunde an eine Werbebotschaft erinnert, bedeutet das noch lange nicht, dass er das beworbene Produkt auch tatsächlich kauft. Den Sprung von der Erinnerung an ein Produkt bis zum absichtlichen Kaufverhalten kann man durch den Einsatz von Wissen aus der Konsumentenpsychologie erleichtern. Besonders hilfreich sind dabei Erkenntnisse aus der Sozialpsychologie.

### Prinzip der Reziprozität
Eine der wirkungsvollsten Methoden verbirgt sich dabei hinter dem Prinzip der Reziprozität (Gegenseitigkeit). Darunter versteht man eine alltägliche Regel des menschlichen Miteinanders: Hat man von jemandem einen Gefallen, eine Leistung oder ein Entgegenkommen erhalten, dann steht man gewissermaßen in dessen Schuld und verspürt das Bedürfnis, dieses Ungleichgewicht wieder auszugleichen.
In der Werbung und im Vertrieb wird dieses Prinzip genutzt, indem man einem potenziellen Kunden einen Gefallen tut (z. B. eine Probefahrt mit einem neuen Auto) und der Kunde daraufhin das Bedürfnis verspürt, im Gegenzug dazu dem Verkäufer einen Gefallen zu tun (z. B. durch den Kauf eines Autos).

### Prinzip der Konsistenz: Low-Balling-Technik
Eine weitere Verkaufstechnik besteht darin, die Charaktereigenschaft von Menschen zu nutzen, sich konsistent zu verhalten. Da die meisten Menschen versuchen, Unstimmigkeiten zwischen ihren eigenen Urteilen, Meinungen, Gedanken und Überzeugungen zu vermeiden, kann man sie dazu bringen, immer wieder „A“ zu sagen, sodass sie dann auch einmal „B“ sagen müssen, um konsistent zu bleiben.
Eingesetzt wird diese Technik beispielsweise beim Autoverkauf in der Angebotsphase. Stellen wir uns einen Kunden vor, der gerade von der Probefahrt mit dem schicken, neuen Sportwagen zurückkommt. Im Vergleich zu seinem über zehn Jahre alten Auto ist der Neuwagen wesentlich besser, sodass es dem Verkäufer leichtfallen wird, dem Kunden ein paar lobende Worte über das Fahrzeug zu entlocken. Je mehr Zeugen dabei sind, umso stärker ist der Effekt.
Nach der ersten Bindung an das Produkt durch die Probefahrt rechnet der Verkäufer ein sensationelles (unrealistisches) Angebot aus und betont, dass der Kunde damit genau das Auto extrem günstig bekommt, das ihm gefällt und das er will. Die meisten Kunden sind dadurch freudig erregt und werden den Verkäufer dazu auffordern, einen entsprechenden Vertrag aufzusetzen.
Der Verkäufer bittet den Kunden um ein paar Tage Zeit für die Formalitäten. In dieser Zeit wird der Kunde in seinem Bekannten- und Verwandtenkreis von dem Angebot schwärmen und seine Bindung zu dem Auto erhöhen. Ruft der Verkäufer ihn dann an, um ihm mitzuteilen, dass die Hausbank das Angebot leider nicht zulässt, dann ist die Bindung an das Auto bereits so stark, dass der Preis des Produkts in den Hintergrund tritt. Kommt der Verkäufer ihm jetzt noch mit einer kleinen „Zugabe“ entgegen, dann wird der Ärger auch schnell verpufft sein, sodass das Image des Autohauses nicht darunter leidet.